# DEATHTOPIA
《DEATHTOPIA》（死托邦）是日本漫畫家山田惠庸的日本漫畫作品，講談社出版，於雙周刊《Evening》連載；中文版由玉皇朝發行。

## 故事簡介
藤村洸因為一次意外事故，眼部受傷進了醫院。因為體內的血液數值出現異常，而被一位醫生出賣給異能犯罪者——欺詐者（CHEATER）。當天晚上藤村洸就受到襲殺！危急關頭他得到警察系統中獨立組織「特殊犯搜查6係」的美少女幫助。美少女表示他很重要，並且需要他的幫助，但藤村卻覺得他們的話莫名其妙，不值得在意與相信。可是當他走出醫院時卻發現那雙眼擁有了認知某種不思議「東西」的能力，他的命運也因而改變。

## 登場角色

### 主要角色
藤村洸
【性別：男，年齡：19歲，身高：170厘米，血型：A型（Rh+），生日：1995年3月3日】
因不明車禍而致使雙眼受傷，痊癒後獲得能分辨「欺詐者」的頭部「噪音」形狀（一團黑色的陰影）成為其天敵。
如月結衣
【性別：女，年齡：17歲，身高：160厘米，血型：A型，三圍：B88、W57、H86】
6科的女性刑事3人組之一。
深藍髮色長馬尾，臉頰雙側留細長髮束的美少女，個性傲嬌、不坦率。武器是全自動手槍，肩上背有竹刀袋。劍術流派為「一神影流」。
父母及哥哥均被欺詐者殺害。因被選入特殊犯搜查官而高中退學，保持着空閒時自學各科目的習慣。
八神早希
【性別：女，年齡：19歲，身高：165厘米，血型：B型，三圍：B92、W59、H88】
6科的女性刑事3人組之一。
帶有虎牙的紅色短髮美少女，個性率直。左撇子，穿着短袖服裝。武器是左輪手槍。
曾是高中拳擊冠軍，並保持着練習拳擊。為了找回因巴士意外而失蹤的姐姐八神葵而加入特殊犯搜查官。
星宮舞夜
【性別：女，年齡：本人曰「秘密」，身高：163厘米，血型：O型，三圍：B96、W60、H90】
6科的女性刑事3人組之一。
綠色長髮的美女，個性溫和。武器是全自動手槍。
擅長繪畫與柔道，有着少女的一面喜歡玩偶。

### 欺詐者
切嶋可憐
【性別：女，年齡：25歲，身高：170厘米，血型：A型，三圍：B94、W62、H96】
新宿歌舞伎町風俗店的小姐。腕力較正常人更為強大，並擁有自癒能力。
香爐鈴音
香爐響的雙胞胎姐姐。平面模特。原城南大学国语科女学生，已退学。
香爐響
香爐鈴音的雙胞胎弟弟，二人外貌几乎一模一样。平面模特兒。
沖田睦夫
真賀田秋人
本作最終反派。製造欺詐者的罪魁禍首。

### UD
阿久津
在警視總監死後，就任副警視總監。
真正身份是藤村洸的親生父親。
真正的目的是為了打倒創造欺詐者的某個男人。因此極力地給予兒子洸大量試練。
林西徹
自稱UD的使者，與瑞樹、UD一起密謀著反抗老師行動。
村雨瑞樹
警視廳爆炸案後，取代被停職的九重右弦而新上任的6科長官，是UD手下。

### 6科
九重右弦
態度嚴厲，是結衣她們的直屬上司，專門負責欺詐者的案件。監視並調查藤村洸後，因洸對欺詐者具有直觀的視覺辨別能力而強制其加入6科。
八神葵
早希的姐姐，慎的未婚妻。
九重夏奈子
九重的妻子。

### 警視廳
曉源三

### 其他
藤村羽葉
【性別：女，身高：154厘米，血型：O型，三圍：B80、W56、H82】
藤村洸的妹妹。
高橋
櫻桃批（Cherry Pie）
福壽幸
隊長。
橘沙羅
倉石愛
櫻川圓

## 出版書籍
| 集數 | 講談社         | 講談社                                                  | 玉皇朝         | 玉皇朝                 |
| 集數 | 發售日期       | ISBN                                                    | 發售日期       | ISBN                   |
| ---- | -------------- | ------------------------------------------------------- | -------------- | ---------------------- |
| 1    | 2014年7月23日  | ISBN 978-4-06-354523-4                                  | 2015年7月28日  | ISBN 978-988-8326-59-4 |
| 2    | 2014年11月21日 | ISBN 978-4-06-354548-7                                  | 2015年8月28日  | ISBN 978-988-8326-69-3 |
| 3    | 2015年2月23日  | ISBN 978-4-06-354557-9                                  | 2015年10月13日 | ISBN 978-988-8326-83-9 |
| 4    | 2015年6月23日  | ISBN 978-4-06-354572-2                                  | 2016年5月3日   | ISBN 978-988-8379-36-1 |
| 5    | 2015年10月23日 | ISBN 978-4-06-354592-0 ISBN 978-4-06-362313-0（特裝版） | 2016年11月17日 | ISBN 978-988-8379-88-0 |
| 6    | 2016年3月23日  | ISBN 978-4-06-354609-5                                  | 2017年1月19日  | ISBN 978-988-8379-92-7 |
| 7    | 2016年7月22日  | ISBN 978-4-06-354624-8                                  | 2017年3月3日   | ISBN 978-988-8436-03-3 |
| 8    | 2016年12月22日 | ISBN 978-4-06-354650-7 ISBN 978-4-06-362349-9（特裝版） | 2017年4月13日  | ISBN 978-988-8436-09-5 |

## 外部連結
- 「DEATHTOPIA」 - 講談社Comic plus（页面存档备份，存于）（日語）
- DEATHTOPIA －デストピア－ - Evening官方網站（页面存档备份，存于）（日語）
- DEATHTOPIA的X（前Twitter）（日語）